# Schermen op de Paralympische Zomerspelen 2012 – Floret vrouwen categorie B
Tijdens de Paralympische Zomerspelen 2012 in Londen was de discipline floret vrouwen categorie B een van de disciplines binnen het onderdeel rolstoelschermen. De competitie werd gehouden in het ExCeL Centre op 4 september. In totaal namen 11 atleten uit 8 landen deel aan deze discipline.

## Formule
Er werd eerst een pouleronde geschermd; deze bepaalde de klassering voor de rechtstreekse uitschakeling. De 8 beste schermsters gingen door naar de achtste finale. Er werd geschermd voor een derde plaats.

## Deelnemersveld
| Naam                 | Land      |
| -------------------- | --------- |
| Fang Yao             | China     |
| Jing Jing Zhou       | China     |
| Simone Briese-Baetke | Duitsland |
| Gyongyi Dani         | Hongarije |
| Judit Palfi          | Hongarije |

| Naam              | Land                |
| ----------------- | ------------------- |
| Yui Chong Chan    | Hongkong            |
| Irina Lukyanenko  | Oekraïne            |
| Marta Makowska    | Polen               |
| Liudmila Vasileva | Rusland             |
| Irina Mishurova   | Rusland             |
| Justine Moore     | Verenigd Koninkrijk |

## Verloop

### Poulefase
| Speler            | Uitslag | Speler            |
| ----------------- | ------- | ----------------- |
| Gyiongyi Dani     | 5 – 2   | Liudmila Vasileva |
| Yui Chong Chan    | 5 – 2   | Liudmila Vasileva |
| Yui Chong Chan    | 5 – 1   | Marta Makowska    |
| Fang Yao          | 3 – 5   | Marta Makowska    |
| Fang Yao          | 5 – 3   | Gyiongyi Dani     |
| Yui Chong Chan    | 5 – 1   | Gyiongyi Dani     |
| Yui Chong Chan    | 5 – 3   | Fang Yao          |
| Liudmila Vasileva | 5 – 4   | Fang Yao          |
| Liudmila Vasileva | 3 – 5   | Marta Makowska    |
| Gyiongyi Dani     | 5 – 2   | Marta Makowska    |

| Speler           | Uitslag | Speler               |
| ---------------- | ------- | -------------------- |
| Justine Moore    | 2 – 5   | Irina Mishurova      |
| Judit Palfi      | 0 – 5   | Irina Mishurova      |
| Judit Palfi      | 5 – 2   | Irina Lukianenko     |
| Jingjing Zhou    | 5 – 1   | Irina Lukianenko     |
| Jingjing Zhou    | 5 – 3   | Simone Briese-Baetke |
| Justine Moore    | 0 – 5   | Simone Briese-Baetke |
| Justine Moore    | 5 – 4   | Judit Palfi          |
| Jingjing Zhou    | 5 – 2   | Judit Palfi          |
| Jingjing Zhou    | 5 – 0   | Irina Mishurova      |
| Irina Lukianenko | 1 – 5   | Irina Mishurova      |
| Irina Lukianenko | 1 – 5   | Simone Briese-Baetke |
| Jingjing Zhou    | 5 – 2   | Justine Moore        |
| Irina Lukianenko | 5 – 4   | Justine Moore        |
| Irina Mishurova  | 0 – 5   | Simone Briese-Baetke |
| Judit Palfi      | 2 – 5   | Simone Briese-Baetke |

### Eindfase
|  | kwartfinale | kwartfinale          | kwartfinale  |          |    | halve finale   | halve finale | halve finale   |              |               | finale       | finale       | finale |
|  |             |                      |              |          |    |                |              |                |              |               |              |              |        |
|  | 1           | Jingjing Zhou        | 15           |          |    |                |              |                |              |               |              |              |        |
|  | 8           | Liudmila Vasileva    | 11           |          |    |                |              |                |              |               |              |              |        |
|  | 8           | Liudmila Vasileva    | 11           |          |    | Jingjing Zhou  | 13           |                |              |               |              |              |        |
|  |             |                      |              |          |    | Jingjing Zhou  | 13           |                |              |               |              |              |        |
|  |             |                      | Gyongyi Dani | 15       |    |                |              |                |              |               |              |              |        |
|  | 5           | Gyongyi Dani         | Gyongyi Dani | 15       | 15 |                |              |                |              |               |              |              |        |
|  | 5           | Gyongyi Dani         |              |          | 15 |                |              |                |              |               |              |              |        |
|  | 4           | Irina Mishurova      | 3            |          |    |                |              |                |              |               |              |              |        |
|  |             |                      |              |          |    |                |              |                |              |               |              | Gyongyi Dani | 10     |
|  |             |                      |              | Fang Yao | 15 |                |              |                |              |               |              |              |        |
|  | 3           | Simone Briese-Baetke | 11           |          |    |                |              |                |              |               |              |              |        |
|  | 6           | Marta Makowska       | 15           |          |    |                |              |                |              |               |              |              |        |
|  | 6           | Marta Makowska       | 15           |          |    | Marta Makowska | 10           |                | derde plaats | derde plaats  | derde plaats | derde plaats |        |
|  |             |                      |              |          |    | Marta Makowska | 10           |                | derde plaats | derde plaats  | derde plaats | derde plaats |        |
|  |             |                      | Fang Yao     | 15       |    |                |              |                |              |               |              |              |        |
|  | 7           | Fang Yao             | Fang Yao     | 15       | 15 |                |              |                |              |               |              |              |        |
|  | 7           | Fang Yao             |              |          |    |                |              |                |              | Jingjing Zhou | 14           |              |        |
|  | 2           | Yui Chong Chan       | 13           |          |    |                |              |                |              | Jingjing Zhou | 14           |              |        |
|  |             |                      |              |          |    |                |              | Marta Makowska | 15           |               |              |              |        |
|  |             |                      |              |          |    |                |              | Marta Makowska | 15           |               |              |              |        |

## Eindrangschikking
| Plaats | Naam           | Land      |
| ------ | -------------- | --------- |
| 1.     | Fang Yao       | China     |
| 2.     | Gyongyi Dani   | Hongarije |
| 3.     | Marta Makowska | Polen     |
| 4.     | Jingjing Zhou  | China     |